# Dansschool

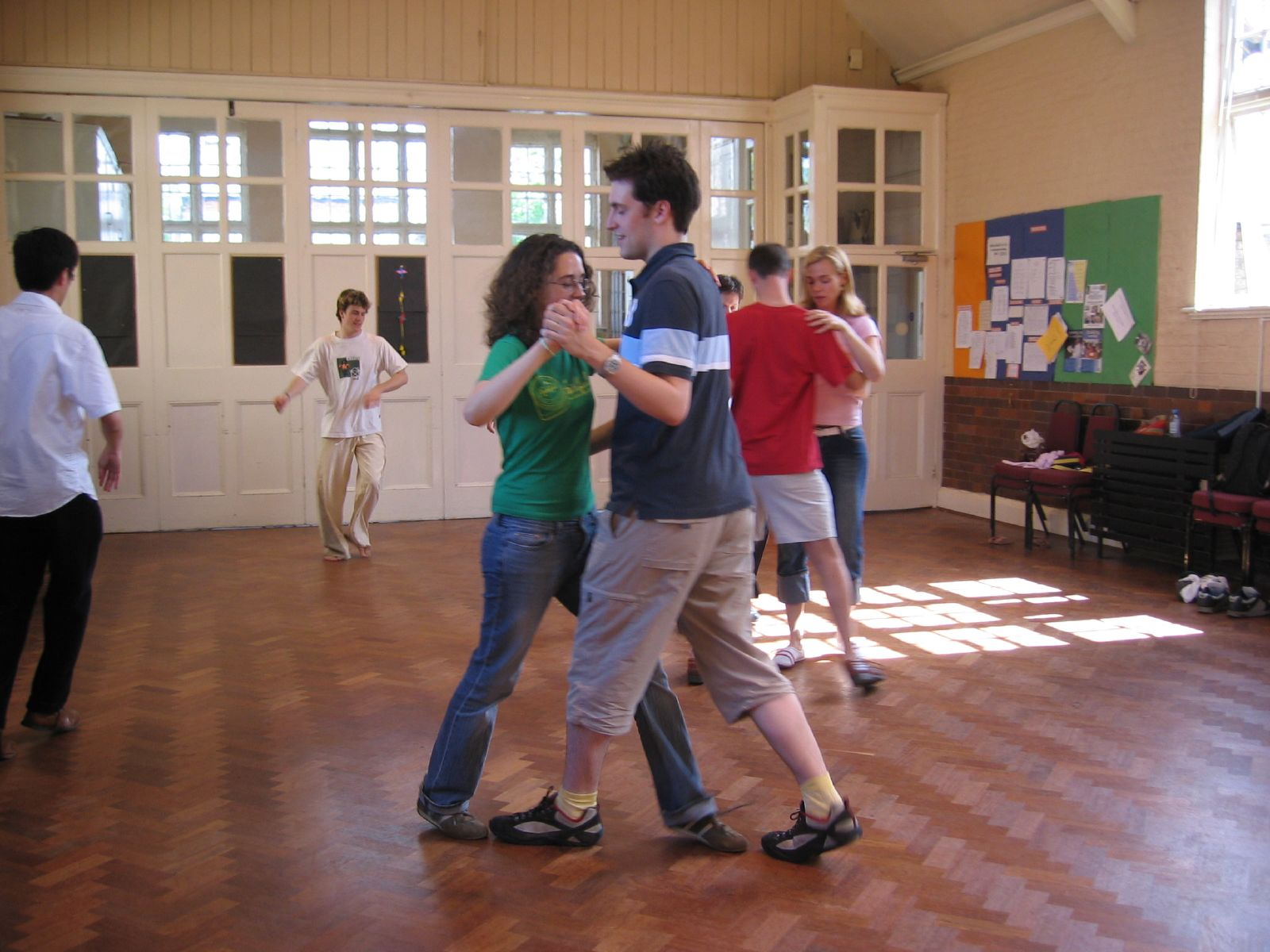
Een dansles.

Een dansschool is een instelling die danslessen verzorgt. Ook het gebouw waarin de lessen gegeven worden, heet dansschool. Vaak heeft een dansschool iets weg van een café, zij  het dat er altijd een dansvloer aanwezig is, en dat mensen er speciaal komen om te dansen. De danslessen worden gegeven door een dansleraar of -lerares.

## Specialisatie
De meeste dansscholen leggen zich toe op een of enkele danssoorten, zoals stijldansen, salsadansen, rock-'n-roll, streetdance, linedance, formatiedansen, volksdansen of breakdance.

## Organisatie
Een dansschool kan zich aansluiten bij een dansvereniging of dansbond. De dansschool moet hiervoor aan bepaalde voorwaarden voldoen, zoals de verplichting dat de dansleraren voldoen aan de door de bond goedgekeurde eisen. Lid zijn van een dansbond geeft de dansschool het recht om mee te doen aan danswedstrijden die worden georganiseerd door deze bond.

## Medailletest
Naast het wedstrijddansen bestaat de mogelijkheid van het recreatieve dansen. Veel dansscholen bieden verschillende cursussen aan met een opbouwend niveau van moeilijkheid. Een danscursus wordt vaak afgesloten met een zogeheten danstest (ook weleens afdansen genoemd). Een onafhankelijke jury beoordeelt iedere danser afzonderlijk (ook al wordt er in paren gedanst) en geeft een cijfer. Een veel gebruikt systeem is het systeem van medailletesten:
- basis (of: beginners)
- brons
- brons-ster (deze is niet meer van toepassing)
- zilver
- zilver-ster
- goud
- goud-ster
- topklasse 1 t/m 5

Dit systeem is niet voor iedere dansschool van toepassing. Soms worden bepaalde niveaus overgeslagen (bijvoorbeeld alleen basis, brons, zilver en goud) of bestaat er bijvoorbeeld nog goud-dubbelster en goud-triplester.

## Dansopleiding
Naast de recreatieve dansscholen bestaan er ook officiële dansopleidingen, erkend door de overheid, waar men zoals naar een gewone school naartoe kan, evenwel meestal na het slagen in een auditie. De balletschool is daar een voorbeeld van.
Ook in de muziekscholen bestaat er vaak een afdeling dans. In het hoger onderwijs telt Vlaanderen één professionele bacheloropleiding te Lier, onderdeel van de Hogeschool Antwerpen.
In Nederland bieden diverse kunstacademies en dansopleiding aan. Daarnaast zijn er ook MBO-dansopleidingen.